# Ariadna motumotirohiva
Espèce
Ariadna motumotirohiva est une espèce d'araignées aranéomorphes de la famille des Segestriidae.

## Distribution
Cette espèce est endémique de la province de l'Île de Pâques au Chili,. Elle se rencontre sur l'île Sala y Gómez.

## Description
La femelle holotype mesure 13,36 mm.

## Étymologie
Son nom d'espèce lui a été donné en référence au lieu de sa découverte, Motu Motiro Hiva.

## Publication originale
- Giroti, Cotoras, Lazo & Brescovit, 2020 : « First endemic arachnid from Isla Sala y Gómez (Motu Motiro Hiva), Chile: a new species of tube-dwelling spider (Araneae: Segestriidae). » European Journal of Taxonomy, no 722, p. 97-105 (texte intégral).